# Kreuz Ulm/Elchingen
Kreuz Ulm/Elchingen is een knooppunt in de Duitse deelstaat Baden-Württemberg.
Op dit knooppunt kruist de A7 Hamburg-Füssen de A8 Stuttgart-München.

## Naamgeving
Het knooppunt is is genoemd naar zowel de stad Ulm als het dorp Elchingen die beide in de buurt van het knooppunt liggen.

## Geografie
Het knooppunt ligt in de gemeente Elchingen in het Landkreis Neu-Ulm. Nabijgelegen steden en dorpen zijn Nersingen, Leipheim und Langenau.
Het knooppunt ligt ongeveer 10 km ten noordoosten van Ulm, ongeveer 60 km ten westen van Augsburg en 55 km ten noorden van Memmingen.

## Configuratie
Rijstrook
Nabij het knooppunt heeft de A8 ten westen van het knooppunt 3 rijstroken op de noordelijke rijbaan en 2 op de zuidelijke rijbaan. Ten oosten ven het knooppunt heeft de A8 2x3 rijstroken, de A 7 heeft 2x2 rijstroken.
De fly-over richting Stuttgart heeft twee rijstroken, alle andere verbindingswegen hebben één rijstrook.
Knooppunt
Het is een klaverbladknooppunt met fly-over en een parallel voor zowel de westelijke rijbaan van de A7 als voor beide rijbanen van de A8.

## Verkeersintensiteiten
Dagelijks passeren ongeveer 100.000 voertuigen het knooppunt.
| Van                    | Naar               | Gemiddeld aantal voertuigen per dag | Percentage vrachtverkeer |
| ---------------------- | ------------------ | ----------------------------------- | ------------------------ |
| AS Langenau (A 7)      | AK Ulm/Elchingen   | 39.900                              | 13,6 %                   |
| AK Ulm/Elchingen       | AS Nersingen (A 7) | 46.400                              | 13,3 %                   |
| AS Oberelchingen (A 8) | AK Ulm/Elchingen   | 59.300                              | 15,5 %                   |
| AK Ulm/Elchingen       | AS Leipheim (A 8)  | 53.500                              | 18,2 %                   |

## Richtingen knooppunt
| Aansluitende wegen       | Aansluitende wegen          | Aansluitende wegen                       | Aansluitende wegen | Aansluitende wegen |
| ------------------------ | --------------------------- | ---------------------------------------- | ------------------ | ------------------ |
|                          |                             | richting Würzburg / Neurenberg Heilbronn |                    |                    |
|                          |                             |                                          |                    |                    |
| richting Ulm / Stuttgart | richting Augsburg / München |                                          |                    |                    |
|                          |                             |                                          |                    |                    |
|                          |                             | richting Memmingen / Kempten Lindau      |                    |                    |